# Industrias Parker
Industrias Parker, Inc. (también conocido como Parker Tech) es un conglomerado ficticio multimillonario que aparece en los cómics estadounidenses publicados por Marvel Comics. La compañía, un contratista de tecnología de defensa multinacional, fue fundada y dirigida por Peter Parker, el tocayo de la corporación, que secretamente era el superhéroe Spider-Man.

## Historial de publicación
Apareció por primera vez en The Superior Spider-Man # 20 y fue creado por Dan Slott, Christos Gage y Humberto Ramos y finalizó durante Imperio Secreto.

## Historia ficticia
Después de ser despedido de Horizon Labs, Otto Octavius (que en ese momento estaba habitando el cuerpo de Peter Parker) decidió crear su propia empresa: Industrias Parker. Primero remplazó la cadera de la Tía May, por lo que ahora camina sin cojear. Con la ayuda del Dr. Elias Wirtham, Otto hizo piernas artificiales para que Flash Thompson reemplazara a las que perdió cuando luchaba en la Guerra de Irak. Sajani Jaffrey y Wraith pudieron usar un antídoto contra la Fórmula Duende para hacer regresar a Monster a Carlie Cooper. Algún tiempo después de la formación de Industrias Parker, Otto Octavius se suicidó borrando su memoria para que la mente de Peter volviera a tomar su cuerpo.
A raíz de la lucha contra la Nación Duende, el propio Peter tomó las riendas para administrar la empresa y anunció públicamente que ya no estaba "trabajando con Spider-Man".
Peter pronto anunció que la compañía pondría su proyecto de cibernética en espera para centrarse en la captura, la curación y la depuración de Electro, y para desarrollar una nueva prisión de supervillanos.
Mientras buscaba obtener lecturas de energía de la última ubicación conocida de Electro, Peter y algunos empleados llegaron al lugar que estaba en llamas. Después de que Peter/Spider-Man salvó a todos con la ayuda del bombero Ollie Ollivera, la Gata Negra robó uno de sus dispositivos, encontró a Electro con él y lo persuadió para que la ayudara a conseguir a Spider-Man. El padre de J. Jonah Jameson, J. Jonah Jameson, Sr. se convirtió en el mayor inversor de Industrias Parker. Tuvo éxito en curar a Electro después de atraparlo con éxito.
Cuando fue liberado de la prisión, Clayton Cole estuvo brevemente en los servicios de la Doctora Minerva durante su pelea con Spider-Man. Cuando vieron a Kamala Khan llevar a un bebé inhumano que ella había rescatado de la Doctora Minerva, Clayton se volvió contra la Doctora Minerva y ayudó a Kamala Khan. Al ser reconocido por Spider-Man, le ofrecieron a Clayton un trabajo en Industrias Parker, y que aceptó.
Industrias Parker compitió contra Alchemax para determinar quién obtendrá el contrato para la nueva prisión de supervillanos. Los miembros de Alchemax, Mark Raxton y Tiberius Stone contrataron al Fantasma para sabotear las Industrias Parker. Después de la pelea de Spider-Man con Fantasma, el edificio de Industrias Parker se derrumba.
Como parte de la marca All-New, All-Different Marvel, se muestra que Industrias Parker ha ganado algunos empleados nuevos, ha establecido la Torre en Shanghái, China, una sucursal de su compañía en Londres, Universidad Horizon en San Francisco, y la Fundación del Tío Ben. Peter ha restablecido los lazos de Spider-Man con la compañía, presentando a Spider-Man como su 'símbolo' de la misma manera que la relación oficial de Iron Man con Industrias Stark. El producto Webware de Industrias Parker se convierte en el objetivo de la secta Piscis de Zodiac.
Industrias Parker, más tarde estableció su sede temporal en el remodelado Edificio Baxter donde Clayton Cole y Molly están trabajando, lo que provocó que la Antorcha Humana tomara represalias. Después de que la pelea entre Spider-Man y Antorcha Humana haya terminado, Spider-Man le dijo a Antorcha Humana que el Edificio Baxter es la sede temporal incluso después de tener que superar a Alchemax, Industrias Hammer y Compañía de Energía Roxxon. También afirmó que devolverá la propiedad a Los 4 Fantásticos cuando vuelvan a estar juntos. Antorcha Humana está contento de que sea con la familia. Durante este tiempo, se revela que Harry Osborn también está trabajando para la oficina de Industrias Parker en Nueva York mientras utiliza el apellido soltero de su madre, Lyman.
La trabajadora de Industrias Parker, Lian Tang, está secretamente ligada con Escorpio, donde le proporcionó códigos de seguridad a cambio de medicamentos para donar a su madre que estaba enferma de cáncer. Cuando Escorpio amenazó con deshacerse de ella como un cabo suelto, se ofreció a matar a Spider-Man para él a cambio de la medicación para su madre.
Desde entonces, se ha revelado que Zodiac se ha infiltrado completamente en Industrias Parker, utilizando sus recursos y fondos para respaldar su propia agenda, ya que uno de sus miembros es el director general de una de las sucursales de la empresa. Sin embargo, Spider-Man se rehúsa a retroceder, proclamando su voto de gran poder y gran responsabilidad para confirmar que destruirá su propia compañía para derrotar a Zodiac si eso es lo que tomará.
Eric Lansing, un experimentalista que trabaja para Horizon Labs, fue contratado por el ejecutivo de Industrias Parker, Jackson M. Wells y tuvo la tarea de crear una sustancia química para usar contra supervillanos. Eric estaba secretamente aliado con varios supervillanos que tramaban contra la compañía en ese momento. Se las arregló para crear una sustancia, pero conspiró con sus amigos criminales contra la compañía, utilizando las sustancias químicas que creó, un ácido peligroso que recuerda al ácido sulfúrico. Sus superiores descubrieron la conspiración de Lansing y se pusieron en contacto con el DSS. Poco después, Lansing y sus compañeros fueron arrestados por agentes del DSS y todos fueron condenados a 30 años de prisión. Mientras tanto, los científicos de la compañía tomaron la sustancia química y la llamaron "Henpine".
Más tarde, Peter Parker planea que Industrias Parker se familiarice con el sistema "New U" de New U Enterprises, un programa donde se clonan órganos de reemplazo para quienes sufren lesiones graves.
Mega Tony, un alquimista a tiempo parcial que había estado trabajando con varios mercenarios como los de la Organización MODOK, tenía problemas para encontrar trabajo. Después de una breve estancia en la mazmorra del mundo asesino de Arcade, Gwenpool se le ocurrió una idea mejor que él tratando de acompañarlos en misiones peligrosas. Poco tiempo después, siguiendo su sugerencia, llevó su tecnología a Industrias Parker y se la mostró al propio Peter Parker, quien quedó muy impresionado con los conceptos revolucionarios. Tony dice que son solo cosas que usa para luchar en las batallas y Parker comienza a recordar cuándo era un adolescente y solía inventar inventos imposibles sobre la marcha, apenas deteniéndose antes de decirle a Tony por qué él habría estado haciendo eso. Tony es contratado de inmediato y va a decirle a Gwen qué tan buena fue su entrevista. Todo lo que ella pide a cambio es que un día le presente a Peter Parker, dejando a Tony muy impresionado con lo mucho que debe amar la ciencia.
Durante la historia del Imperio Secreto, Otto Octavius, en forma de Superior Octopus, se acercó a Peter Parker para que le devolviera la propiedad de Industrias Parker. Cuando Peter Parker rechazó la oferta, Superior Octopus hizo que los agentes de Hydra hicieran estallar la sucursal londinense de Industrias Parker. Mientras Peter huye a la sucursal de Hong Kong de Industrias Parker, Octavius intenta implementar varios protocolos de seguridad que ha agregado a todas las tecnologías de Industrias Parker que le permiten retomar el control de cualquier cosa desarrollada por la empresa, pero Peter le da la vuelta a Octavius ordenando a sus empleados que literalmente destruyan la compañía para dañar a Hydra, frustrando el intento de Octavius de cerrar su nuevo traje de alta tecnología con un EMP volviendo a su traje tradicional y convirtiendo el truco de EMP contra Octavius para que sus propios tentáculos lo ataquen. Octavius se ve obligado a huir de la batalla. La decisión de Peter de destruir la compañía produjo reacciones mixtas, aunque algunos de sus empleados (y la tía May) aplaudieron a Peter por negarse a ceder ante Hydra.

## Miembros personales

### Actuales
- Peter Parker: el "fundador" y CEO de Industrias Parker.
- May Parker: tía y benefactora de Peter Parker.
- J. Jonah Jameson Sr.: El tío y padrino de Peter Parker.
- Anna Maria Marconi: graduada de la Universidad Empire State que se convirtió en investigadora en Industrias Parker.
- Dr. Elias Wirthman: un médico asociado con Industrias Parker.
- Dr. Yao Wu: El jefe de la división de biotecnología de Industrias Parker.
- Harry Lyman: el jefe de la oficina de Industrias Parker en Nueva York.
- Jackson M. Wells: inversor millonario y miembro de la junta directiva de Industrias Parker.
- Molly: Empleada en el Edificio Baxter con Clayton Cole.
- Hobie Brown: Jefe de Seguridad. Se hace pasar por Spider-Man cuando Peter Parker tiene que ser visto en eventos públicos.
- Lian Tang: Un diseñador en la sucursal de Shanghái de Industrias Parker. Ella codiseñó la última Spider-Mobile con Peter Parker. Lian es secretamente un espía que trabaja para Escorpio.
- Cerebro Viviente: un robot que Superior Spider-Man (la mente del Doctor Octopus en el cuerpo de Peter Parker) confiscó a los Seis Siniestros y lo modificó para que sea su asistente. Después de recuperar su cuerpo, Peter Parker mantuvo a Cerebro Viviente como su asistente. Ahora Cerebro Vivente contiene una copia de la conciencia del Doctor Octopus.
- Miguel O'Hara: Jefe de Investigación y Desarrollo de la Oficina de Nueva York.
- Min Wei: la secretaria personal de Peter Parker.
- Phillip Chang: estuvo a cargo de la investigación sobre energía renovable de Industrias Parker.
- Roberta Méndez: Una Capitana América desplazada en el tiempo de la variación 2099 de la Tierra-23291.
- Mega Tony : un alquimista recientemente contratado y exmercenario que, por sugerencia de su amiga Gwenpool, hizo volar a Peter Parker con su tecnología revolucionaria.

### Exmiembros
- "Peter Parker" (Otto Octavius): fundador y CEO en funciones de Industrias Parker; murió cuando borró su mente para que la conciencia de Peter Parker pudiera tomar su cuerpo una vez más.
- Clayton Cole: un excriminal llamado Clash que se une a Industrias Parker como científico en su sucursal de Nueva York.
- Sajani Jaffrey: extrabajadora de Horizon Lab y jefa de investigación y desarrollo en la sucursal europea de Industrias Parker. Sajani era conocida por crear el metal artificial Reverbium (una forma de Vibranium). Ella fue despedida cuando la conciencia del Doctor Octopus la enmarcó usando su nanotecnología para hackear el sistema de circuito cerrado de televisión de Londres.
- Vernon Jacobs: Un ex inversionista que resultó ser Escorpio y fue responsable de las sectas del Zodíac que atacaron a Industrias Parker.

## En otros medios

### Televisión
- Industrias Parker aparece en el episodio de Ultimate Spider-Man: Web Warriors, "Pesadilla en las Fiestas". En los sueños de Spider-Man, Pesadilla en la forma de la mala conciencia de Spider-Man, le muestra cómo sería el mundo si Peter Parker dejara de ser Spider-Man. Demostró que Peter Parker más tarde comenzó con Industrias Parker al mismo tiempo cuando el Duende Verde en su nueva identidad del Rey Duende, se apoderó del mundo y mató a todos los superhéroes que lo enfrentaron.